# Kleinzand (Sneek)
Het Kleinzand is een kade en -gracht in de binnenstad van Sneek. De naam is een verbastering van het woord zaan of sont, wat een nauwe doorgang tussen bredere wateren is.
De gracht op het Kleinzand was in tegenstelling tot het Grootzand nog bevaarbaar. Aan de zuidzijde van het Kleinzand bevindt zich een aantal patriciërshuizen. Dit deel van de straat werd vroeger het Mennistenhemeltje genoemd, naar de welvarende doopsgezinde handelaren die hier hun woningen hadden. De bewoners gaven met behulp van weldadige in- en exterieuren uitdraging van hun rijkdom. De woningen aan deze zijde hebben allemaal een diepe tuin, die in enkele gevallen tot aan de Bothniakade reikt. Bewoners hadden in deze achtertuin vaak een verhoogd tuinhuis, waaruit het zicht doorgaans tot aan Joure reikte. Aan de noordzijde was vanaf 1905 de fabriek van Tonnema gevestigd, tot het bedrijf aan het eind van de 20e eeuw naar de Oude Oppenhuizerweg werd verplaatst.
Aan het Kleinzand staan een aantal rijksmonumenten, waaronder de Brandenburgh, en de panden van het Fries Scheepvaart Museum en van de beerenburgdistilleerderij Weduwe Joustra.